# Carl Lange (arkitekt)
 Der er flere personer med dette navn, se Carl Lange.
Carl Christian Eduard Lange (født 5. december 1828 i København, død 21. maj 1900 i Aarhus) var arkitekt. 
Carl Lange har blandt andet tegnet Rytterkasernen i Aarhus, tilbage heraf er nu kun Officersbygningen og Ridehuset.
Hans forældre var snedkermester, instrumentmager og musiker Christian Suhr Lange og Anne Sophie Torp. Gift 13. juni 1859 i København med Josephine Conradine Andersen, født 24. februar 1841 i København, død 19. juli 1911 samme sted datter af vægter Christian Andersen og Jacobine Christine Elmenhorst.

## Uddannelse
Var oprindelig i urmagerlære; optaget på Akademiet januar 1841; afgang fra 1. Bygningsskole juli 1845, fra 2. Bygningsskole december 1846; elev i afgangsklassen december 1849; i 1860'erne konduktør hos Ferdinand Meldahl ved opførelsen af Frijsenborg Slot.

## Arbejder
- Forskellige bygninger for grevskabet Frijsenborg, deriblandt hovedgården Frijsendal og avlsbygninger på Søbygaard
- Fodfolkskasernen i Aarhus (1875-79)
- Rytterikasernen i Aarhus (1876-77, nedrevet, men Ridehuset fredet)
- Garnisonssygehuset i Thyrasgade, Aarhus (nu Socialkontor) (1877)
- Påbygning af kvistetage på herregården Vilhelmsborg (1877)
- Asylbygningen ”Børnely” i dag kaldet Mejlen, Asylgade, nu Hans Hartvig Seedorffs Stræde, i Aarhus (i 1880'erne)
- Hotel Skandinavien, Århus, og Sdr. Pigeskole, Frederiksallé, Aarhus (1883-84)
- Viborg Borgerskole (1887-88), Rosenstræde, (nu VUC Viborg)
- Tårnbygningen ”Wormhus" ved Clemensbro og Ågade samt talrige andre beboelses- og industribygninger i Aarhus og andre jyske byer
- Har desuden bygget talrige landbrugsbygninger, et eksempel er Thomasminde
- Har ombygget kirkerne i Kasted, i Trige (1876, nyt tårn og østgavl) samt i Mørke og Hornslet, større ombygning med nyt tårn i 1880'erne.